# WIF1
WIF1 (англ. WNT inhibitory factor 1) – білок, який кодується однойменним геном, розташованим у людей на короткому плечі 12-ї хромосоми. Довжина поліпептидного ланцюга білка становить 379 амінокислот, а молекулярна маса — 41 528.
| 10         |  | 20         |  | 30         |  | 40         |  | 50         |
| ---------- |  | ---------- |  | ---------- |  | ---------- |  | ---------- |
| MARRSAFPAA |  | ALWLWSILLC |  | LLALRAEAGP |  | PQEESLYLWI |  | DAHQARVLIG |
| FEEDILIVSE |  | GKMAPFTHDF |  | RKAQQRMPAI |  | PVNIHSMNFT |  | WQAAGQAEYF |
| YEFLSLRSLD |  | KGIMADPTVN |  | VPLLGTVPHK |  | ASVVQVGFPC |  | LGKQDGVAAF |
| EVDVIVMNSE |  | GNTILQTPQN |  | AIFFKTCQQA |  | ECPGGCRNGG |  | FCNERRICEC |
| PDGFHGPHCE |  | KALCTPRCMN |  | GGLCVTPGFC |  | ICPPGFYGVN |  | CDKANCSTTC |
| FNGGTCFYPG |  | KCICPPGLEG |  | EQCEISKCPQ |  | PCRNGGKCIG |  | KSKCKCSKGY |
| QGDLCSKPVC |  | EPGCGAHGTC |  | HEPNKCQCQE |  | GWHGRHCNKR |  | YEASLIHALR |
| PAGAQLRQHT |  | PSLKKAEERR |  | DPPESNYIW  |  |            |  |            |

A: Аланін

C: Цистеїн

D: Аспарагінова кислота

E: Глутамінова кислота

F: Фенілаланін

G: Гліцин

H: Гістидин

I: Ізолейцин

K: Лізин

L: Лейцин

M: Метіонін

N: Аспарагін

P: Пролін

Q: Глутамін

R: Аргінін

S: Серин

T: Треонін

V: Валін

W: Триптофан

Кодований геном білок за функцією належить до білків розвитку. 
Задіяний у такому біологічному процесі, як сигнальний шлях Wnt. 
Секретований назовні.